# Monie Love
Simone Gooden (London, 1970. július 2. –) Battersea, London ismertebb nevén Monie Love, angol műsorvezető, rapper, rádiós személyiség. A brit hiphopkultúra megbecsült, és ismert alakja. Nagy hatással volt rá az amerikai Queen Latifah énekesnő, aki segített Monie Love-nak lemezszerződéshez jutnia.
Monie London Battersea negyedében született. Fiatalabb testvére a techno zenész Dave Angel, apja jazz zenész.

## Zenei karrierje
Monie Love karrierje műsorvezetőként kezdődött a brit Jus Bad műsorában, ahol DJ Pogo, Sparki és MC Mell'O-val közösen vezették a műsort. 1988-ban közösen dalt adtak ki a Tuff Groove lemezkiadó jóvoltából.
Monie 1989-ben Adeva-Ring My Bell című slágerében, valamint a Jungle Brothers-Doin'Our Own Dang illetve a De La Soul csapat Buddy című slágerében is közreműködött, így elismerést szerezve, mely pozitív hatással volt a kritikusokra. Ezek után a Warner Bros lemezkiadóval kötött szerződést.
Monie debütáló albumáról a Down To Earth című lemezről két dalt is Grammy-díjra jelöltek. Egyik volt a Monie in the Middle című, mely arról szól, hogy a nőknek jogaik legyenek meghatározni saját akaratukból, hogy mit tegyenek egy kapcsolatban. A másik dal az It’s a Shame (My Sister) című dal volt mely 26. helyen végzett a Top R&B Hip-Hop Album slágerlistán. Ez utóbbi dal egy feldolgozás volt a The Spinners együttes It's a Shame című slágere, melyet Stevie Wonder írt. A dalban a később befutott Ultra Nate mint háttérénekesnő közreműködött.
Monie közreműködött az Inner City harmadik Praise című albumán is.
Monie bátyja Dave Angel készített egy remixet Whitney Houston My Name Is Not Susan című dalához, illetve szerepelt egy videóklipjében is 1991-ben.
Monie 1992-es Full-Term Love című dala szerepelt a Class Act című film betétdalaként, és 7. helyezett lett a Hot Hip-Hop kislemez listán.
Monie második albumán közreműködött Marley Marl is. Az album az In a Word or 2 címet kapta, és 1993-ban jelent meg. Erről az első kimásolt kislemez a  Born to B.R.E.E.D. című dal,  a Hot Dance zenei lista 1. helyezettje lett, illetve 7. helyezést ért el a Hot Rap kislemezlistán.  A dalban Prince is közreműködött. 
Monie újra kiadta a Full Term Love című dalt, majd részt vett Carmen Electra néhány dalának előkészületében is.

## Rádiós karrierje
2004-től 2006. december 11-ig a Philadelphiai WPHI-FM 100,3 rádióadón vezetett reggeli műsort, majd 2006-ban szerződést bontottak, ám végül mégis megegyeztek, viszont a szerződés kötésre már nem került sor, a dolog elakadt. Monie jelenleg az XM Sattelite Radio műsorában Ladies First néven vezet műsort, mely csütörtökönként 18 órakor és vasárnap reggel 8 órakor jelentkezik.
Monie jelenleg Miamiban lakik, és egyedülálló anyaként négy gyermekről gondoskodik.

## Discográfia

### Albumok
| Év   | Cím | Slágerlista helyezés | Slágerlista helyezés |
| Év   | Cím | U.S.                 | U.S. R&B             |
| ---- | --- | -------------------- | -------------------- |
| 1990 | Down to Earth - Megjelent: 1990 október 30. - Label: Warner Bros. Records (US) Chrysalis/EMI Records (EU)  | 109                  | 26                   |
| 1993 | In a Word or 2 - Megjelent: 1993 március 23. - Label: Warner Bros. Records (US) Chrysalis/EMI Records (EU) | –                    | 75                   |

### Szóló EPs/kislemez
| Album információ                                                                       |
| -------------------------------------------------------------------------------------- |
| Slice Of Da Pie EP - Megjelent: 2000 május 2. - Chart positions: - RIAA certification: |

### Közreműködő előadóként
- "Ladies First" (Queen Latifah featuring Monie Love)

## További információ
- Monie Love a Facebookon
- Monie Love az Internet Movie Database-ben (angolul)
- Monie Love a Rotten Tomatoeson (angolul)
- Monie Love's myspace.com oldala
- Monie Love Discográfia a Discogs oldalán
- Az angol hiphopkultúra